# Grand Raid 2016
 (mars 2025).
Motif : Où sont les sources secondaires centrées d'envergure nationale espacées sur la durée permettant de prouver la notoriété du sujet ?
- Archive Wikiwix
- Bing
- Cairn
- DuckDuckGo
- E. Universalis
- Gallica
- Google
- G. Books
- G. News
- G. Scholar
- Persée
- Qwant
- (zh) Baidu
- (ru) Yandex
- (wd) trouver des œuvres sur Wikidata

| 1. | Préciser le motif de la pose du bandeau. | Précisez le motif de la pose du bandeau en utilisant la syntaxe suivante : {{admissibilité à vérifier\|date=juillet 2025\|motif=remplacez ce texte par le motif}}                    |
| 2. | Informer les utilisateurs concernés.     | Pensez à avertir le créateur de l'article, par exemple, en insérant le code ci-dessous sur sa page de discussion : {{subst:avertissement admissibilité à vérifier\|Grand Raid 2016}} |

 (février 2025).
Navigation
Édition précédente Édition suivante
Le Grand Raid 2016, vingt-quatrième édition du Grand Raid, a eu lieu du 20 au 23 octobre 2016. L'épreuve principale est disputée sur un parcours long de 167 km[source insuffisante] entre Saint-Pierre et Saint-Denis, le grand raid compte comme la douzième et dernière étape de l'Ultra-Trail World Tour 2016.
Le court métrage Tangente, de Julie Jouve-Armoudom, dont le scénario a été récompensé par le Prix Océans est tourné lors de la course en octobre 2016.

## Palmarès
Côté messieurs la course est remportée par le Français François D'Haene avec un temps record de 23 h 44. Chez les dames c'est la Suissesse Andrea Huser qui s'impose.